# Бечевинка (Камчатский край)
Бечеви́нка (также Финвал, Петропавловск-Камчатский-54, военный городок № 52 «Бечевинская») — заброшенный военный городок на тихоокеанском побережье Камчатки.

## География
Военный посёлок и база подводников  при бухте Бечевинская на Шипунском полуострове в 80 км от Петропавловска-Камчатского. 

## История
Посёлок основан в 1960-х годах. В августе 1971 года в Бечевинку переведена 182-я бригада подводных лодок, состоящая из 12 субмарин.
В посёлке было построено 8 жилых трёх-пятиэтажных домов, котельная, почта, магазин, школа, детский сад. 
В 1996 году лодки перебазировали в Завойко, гарнизон расформировали, население вывезли.
Одновременно с посёлком Бечевинка прекратил существование посёлок ракетчиков Шипунский, располагавшийся на сопке на другом берегу бухты.
Здания и сооружения военных городков № 52 «Бечевинская» и № 61 «Шипунский» были списаны со счетов Минобороны постановлением Правительства Российской Федерации от 24.06.1998 № 623 «О порядке высвобождения недвижимого военного имущества» и обращением Российского фонда федерального имущества от 12.07.2000 № ФИ-24-2/5093.

## Транспорт
Раз в неделю ходил корабль из Петропавловска-Камчатского, наземного сообщения с другими поселениями не было.